# Berazategui (partido)
Berazategui (Partido de Berazategui) is een partido in de Argentijnse provincie Buenos Aires. Het bestuurlijke gebied telt 287.913 inwoners. Tussen 1991 en 2001 steeg het inwoneraantal met 17,55 %.

## Plaatsen in partido Berazategui
- Berazategui
- Centro Agrícola El Pato
- Hudson
- Juan María Gutiérrez
- Pereyra
- Plátanos
- Ranelagh
- Sourigues
- Villa España